# Yomango

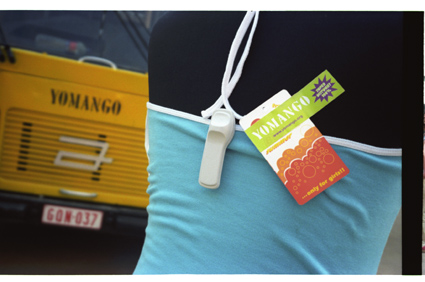
Producto liberado por la mágia Yomango y transformado en una obra de arte.

Yomango es logo y marca de un movimiento artístico basado en el hurto a empresas multinacionales. El movimiento Yomango nace y se visualiza primeramente en Barcelona, en el año 2002. El movimiento tiene un branding muy marcado, y se asocia rápidamente con la marca de ropa Mango, de la cual toma el nombre y utiliza una idéntica tipografía.
El branding de la marca se basa en la idea de la apropiación de objetos, eslóganes y "modos de vida" de otras multinacionales (en ese caso, empresas reales), obviando los legítimos derechos de propiedad.
Analizando el hurto en comercios, la intención clara de la marca Yomango es la adquisición de un modo de vida que transgrede la obligatoriedad legal de pagar por los productos obtenidos. Ello es claramente ilegal en muchos países, y en algunos casos las prácticas de "yomangar" (el acto de poner en práctica Yomango, tal como lo define la comunidad Yomango) incluso se sanciona con el código penal.
En cuanto a la propiedad intelectual, es común que el movimiento Yomango se apropie eslóganes de otras empresas multinacionales. Destacan especialmente los muy populares lemas "Porque yo lo valgo" (de la empresa L'Oréal) y "Hay cosas que el dinero no puede comprar. Para todo lo demás, Yomango" (que deriva del lema de MasterCard). Ciertamente, otras decenas de lemas de empresas han sido emulados y transformados para fundirlos con los preceptos Yomango.

## Inicios
Tras el auge y éxito de propuestas artísticas "revolucionarias" alrededor del planeta, desde los Yippies hasta el libro Roba este libro, varias manifestaciones artísticas tomaban caminos diferentes. Entre ellos, un grupo de activistas residentes en Barcelona (artistas en su mayoría) ideó la marca Yomango. Sus comunicados se firmaban bajo el seudónimo colectivo Luther Blissett.
Pasados unos meses, uno de sus miembros iniciales toma el control de la página original www.yomango.org y la gestiona desde Madrid (donde va a residir el administrador de la página web). Al generar nuevos contenidos, se crea una escisión del colectivo Yomango, los cuales se complementan. El resto del colectivo abre la página www.yomango.net y mantiene sus acciones en Barcelona (hoy día ambos grupos y páginas se mantienen como archivo de las intervenciones y los materiales editados, pero no permanecen "vivas").

### Yomango SCCPP
El grupo que se forma en Madrid bajo la web de www.yomango.org añade a Yomango las siglas SCCPP, de "Sabotaje Contra el Capital Pasándoselo Pipa", y también entrecruza sus campañas con las de "la fiambrera obrera".
De ese grupo surgen los famosos "Libro Rojo de Yomango" y "Libro Morado de Yomango", los cuales son unos manuales que detallan con humor cómo proceder al hurto, y dan argumentos para los "yomangantes".

### Yomango
El grupo de Barcelona se centra en la web www.yomango.net, la dotan de un foro para que los "yomangantes" resuelvan y debatan sus dudas éticas y técnicas y genera nuevas "franquicias" de la marca Yomango en otros países con los que los integrantes tienen relación. Entre ellos destacan:
Argentina: Los miembros de "Pinche Empalme Justo" pasan a formar parte de "Yomango", y unifican sus campañas. 
Alemania: Yomango es llamado "Umsonst", que significa "Gratuito".
La página web se congela oficialmente el 7 de julio de 2007 y pasa desde ese momento a ser un archivo web sin foro en activo.
Tras el cierre de www.yomango.net, parte de los "foreros" más activos pasan a gestionar varias webs dispersas, llegando a crear un desestructurado universo Yomango que aún a día de hoy sigue teniendo varios blogs dispersos.

### Yomango Team
Un grupo de activos investigadores, con el apoyo de los administradores de www.yomango.net, generan una sección específica de Yomango I+D. Este grupo se centra principalmente en innovar y testear herramientas y técnicas de hurto.
También mantienen un nuevo foro y experimentan nuevas técnicas en la página web www.yomangoteam.com, esencialmente en la línea de I+D. Este grupo inicialmente deja en un segundo plano la actividad artística más visual, y no se centran en explicar la ética Yomango o crear nuevos textos, dado que se nutren de antiguos conocedores del movimiento y la ética se les supone. Se centran en el aspecto del hurto como tal, así que en ese periodo, los avances en cuanto a técnicas y creación de nuevas herramientas (incluso al lograr la compra conjunta de packs desactivadores de alarmas) son realmente sorprendentes.
Actualmente son el grupo en activo de Yomango, y usan el dominio www.yomango.com, quedando como único foro actualizado.

## Acciones
La primera de ellas (la más notoria) consistió en una acción masiva de hurto de ropa de una tienda del grupo Inditex. Consistió en una especie de desfile en que los actores de una improvisada pasarela de moda se puso ropa de la tienda. Alguna gente dice que se la ideó como parodia de la famosa marca europea . La propuesta se ha conectado con el movimiento europeo contra la precariedad laboral y social. 

## Actualidad
Actualmente Yomango sigue en activo durante más de once años en diferentes países como España, México, Argentina, Colombia, Puerto Rico, Guatemala, Venezuela, Francia y Reino Unido.
Aunque sus orígenes artísticos han perdido fuerza desde la congelación de las páginas web iniciales, (www.yomango.org y www.yomango.net), la vertiente centrada en exclusiva en el hurto sigue todavía en activo en otras páginas web (www.yomango.com) donde en los foros de discusión se pueden encontrar trucos y consejos para facilitar la tarea diaria del yomangante.
- La presencia de foros de discusión de Yomango se vio incrementada a principios del 2014, con la nueva apertura final de www.yomango.com